# Cień i kość (powieść)
Cień i kość (ang. Shadow and Bone) – przygodowa powieść fantasy kierowana dla grupy wiekowej young adult, napisana przez izrealsko-amerykańską autorkę Leigh Bardugo. Jest to pierwsza napisana przez nią książka. Została wydana przez Macmillan Publishers 5 czerwca 2012. Powieść opowiada historię Aliny Starkov, nastoletniej sieroty, która dorasta w kraju inspirowany Rosją – w Ravce. Pewnego dnia niespodziewanie wykorzystuje moc, o której istnieniu nie wiedziała, stając się celem intryg. Jest to pierwsza powieść z trylogii pod tym samym tytułem, której kontynuacja to Oblężenie i nawałnica. Powieść doczekała się ekranizacji w formie serialu wyprodukowanego przez Netflix, którego premiera odbyła się w kwietniu 2021.

## Polskie wydania
Pierwsze polskie wydanie ukazało się w 2013 nakładem wydawnictwa Papierowy Księżyc, w tłumaczeniu Anny Pochłódki-Wątorek. Kolejne wydanie pojawiło się w 2022 nakładem wydawnictwa Mag. Tłumaczeniem zajęli się Wojciech Szypuła i Małgorzata Strzelec.